# Assembleias de Deus no Brasil

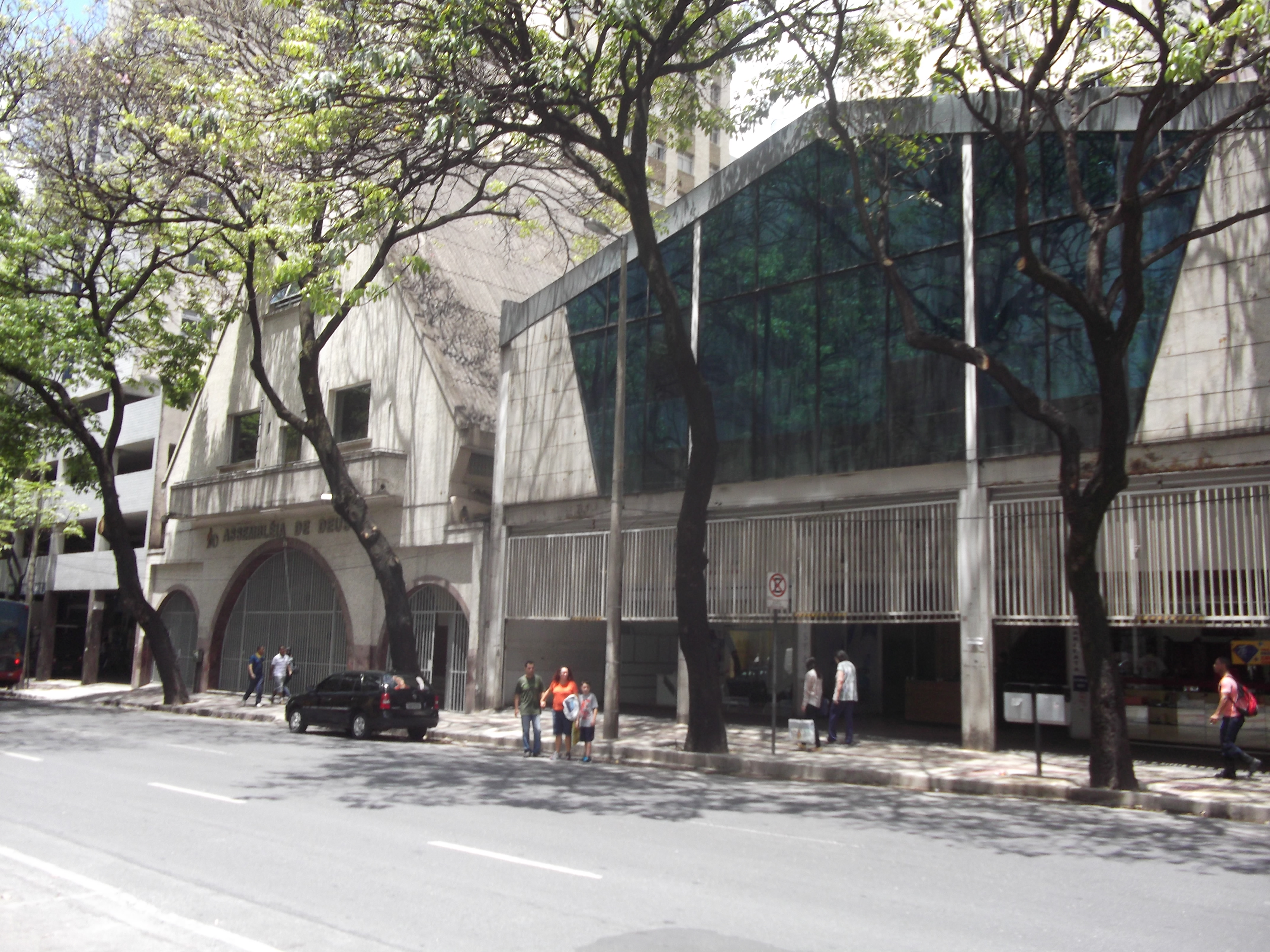
À esquerda, antiga fachada da sede da Assembleia de Deus em Belo Horizonte. Ao lado direito, um prédio que pertence à igreja, com salas para Escola Dominical, cursos e eventos, e onde fica a CPAD da capital mineira.

As Igrejas Evangélicas Assembleias de Deus, ou apenas, Assembleia de Deus, são um conjunto de denominações protestantes pentecostais no Brasil, sendo o grupo mais antigo entre as ramificações das Assembleias de Deus, antes mesmo de sua co-irmã e principal precusora mundial, as Assembleias de Deus nos Estados Unidos. A Assembleia de Deus mais antiga foi fundada em 1911 na cidade de Belém - PA pelos sueco-americanos Gunnar Vingren e Daniel Berg, discípulos do estadunidense William Howard Durham.

## História
A denominação foi criada no Brasil por intermédio dos missionários batistas suecos Gunnar Vingren e Daniel Berg, que aportaram em Belém, capital do estado do Pará, em 19 de novembro de 1910, vindos dos Estados Unidos.
A princípio, frequentaram a Igreja Batista, igreja  que ambos pertenciam nos Estados Unidos. Esses dois missionários introduziram na igreja batista a glossolalia — o falar em línguas espirituais (estranhas) — um movimento de manifestações que já vinham ocorrendo em reuniões de oração nos Estados Unidos e também de forma isolada em outros países, principalmente naquelas que eram conduzidas por Charles Fox Parham, mas teve seu apogeu através de um pastor afro-americano, chamado William Joseph Seymour, na rua Azusa, Los Angeles, em 1906.
A nova doutrina trouxe divergência entre os batistas. Enquanto um grupo aderiu a glossolalia, outro rejeitou e permaneceu na Igreja Batista. Assim, em dois congressos distintos, conforme relatam as atas das sessões, os adeptos do pentecostalismo foram desligados e, em 18 de junho de 1911, foi fundada a denominação "Assembleia de Deus no Brasil"..

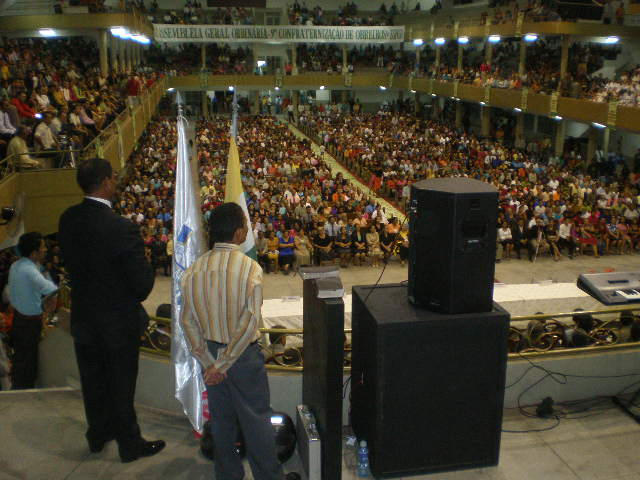
Culto na Assembleia de Deus de Imperatriz (MA).

## Divisões
As Assembleias de Deus estão dividida em três denominações principais, as duas primeiras, formadas a partir das missões de Daniel Berg e Gunnar Vingren, são a Convenção Geral das Assembleias de Deus no Brasil (CGADB) e a Convenção da Assembleia de Deus no Brasil (CADB), estes sendo os "guarda-chuvas" das denominações no país, consideradas herdeiras da missão sueca. A terceira denominação é a Convenção Nacional das Assembleias de Deus no Brasil Ministério Madureira (CONAMAD), fundada por brasileiros, em específico pelo Pr. Paulo Leivas Macalão, na década de 50. As igrejas filiadas à CGADB e à CADB são popularmente chamadas de Assembleia de Deus "Missão", quando as filiadas à CONAMAD são popularmente conhecidas como Assembleia de Deus "Madureira".
Existem ainda diversos outros grupos assembleianos que se desfiliaram ou nunca foram filiados à qualquer das três grandes convenções. Exemplos são a Assembleia de Deus Vitória em Cristo, Assembleia de Deus Ipiranga, Assembleia de Deus Ministério de Perus e Assembleia de Deus dos Últimos Dias. Logo, há diversas denominações que usam o nome "Assembleia de Deus" no Brasil.
O atual presidente da  CGADB é o Pr. José Wellington Costa Junior, eleito e reeleito para o quadriênio 2021- 2025, conduzindo cerca de 6 milhões de membros pelo país.
O líder da CONAMAD é o Bispo Primaz Manoel Ferreira, que é presidente do corpo vitalício e do episcopado. O Presidente Executivo da Convenção é o Bispo Samuel Ferreira, Presidente da ADBrás. Esta, rege 4 milhões de fiéis, segundo o IBGE.
De acordo com um censo da Convenção Geral das Assembleias de Deus no Brasil em 2013, ela disse ter 12 milhões membros.

## Doutrina
As diversas denominações assembleianas variam em seus documentos confessionais, sendo alguns extremamente simples, enquanto outros extensos. 
O credo da Assembleia de Deus (aprovado pelo Concílio Geral das Assembleias de Deus nos EUA) é semelhante aos credos da maioria das denominações protestantes. É uma denominação de origem proto-pentecostal, ou seja  pentecostal clássica.
A Convenção Geral das Assembleias de Deus no Brasil publicou, em 2016, uma Declaração de Fé, documento que afirma as doutrinas da inerrância bíblica, o canon protestante, Trindade, Diofisismo, morte expiatória de Cristo, pecado original, arminianismo, credobatismo , batismo por imersão, a visão da Ceia como memorial da morte de Cristo, domingo como o dia de culto e o batismo com o Espírito Santo como distinto da salvação.
Algumas igrejas tem se alinhado com o Neopentecostalismo, como a Assembleia de Deus Vitória em Cristo, do televangelista Silas Malafaia, aderindo à Teologia da Prosperidade, sistema de gestão empresarial e uso intenso de mídias como a televisão e o rádio além de uma visão liberal a respeito dos usos e costumes e um intenso engajamento político.
Outras igrejas, como a Assembleia de Deus dos Últimos Dias, do pastor Marcos Pereira, adotam uma postura totalmente diferente focando basicamente em proibições quanto aos usos e costumes a nível de doutrina oficial. Esta igreja determina a proibição do uso das cores preta e vermelha, da criação de animais domésticos e plantas, do uso de anticoncepcionais, do uso de cosméticos, perfumes e jóias, de comer carne, sangue e gordura animal, de ler revistas e jornais, de ver televisão e usar computador, de beber refrigerantes sabor cola e bebidas alcoólicas, dentre outras proibições, além de um rígido código de conduta a respeito das vestimentas femininas e masculinas.

## Diferenças teológicas entre as convenções das Assembleias de Deus
| Tópico        | CGADB | CONAMAD | CADB                                |
| ------------- | --- | --- | ----------------------------------- |
| Membros (ano) | 3.500.000 (2003) | 2.000.000 (2003) |                                     |
| Divórcio      | é permitido em caso de adultério, tráfico e consumo de drogas, prática de terrorismo, homicídio doloso. Nessas hipóteses admite-se novo casamento.                                         | é permitido em caso de violência, abuso físico e/ou psicológico, adultério, abandono emocional e espiritual, incluindo pastores e líderes. Nessas hipóteses admite-se novo casamento. |                                     |
| Ordenação     | Não admite a ordenação de mulheres como pastoras | Ordena mulheres em todas as funções | Ordena mulheres em todas as funções |
| Governo       | Convenção de pastores, cujo Presidente é eleito por Assembleia Geral em maioria absoluta, para mandato de 2(dois) anos. Os ministérios que integram a convenção são independeres entre si. | Governo episcopal, exercido pelo Bispo Primaz vitalício. Além do Bispo Primaz, a igreja possui um colégio de bispos.                                                                  |                                     |

## Costumes

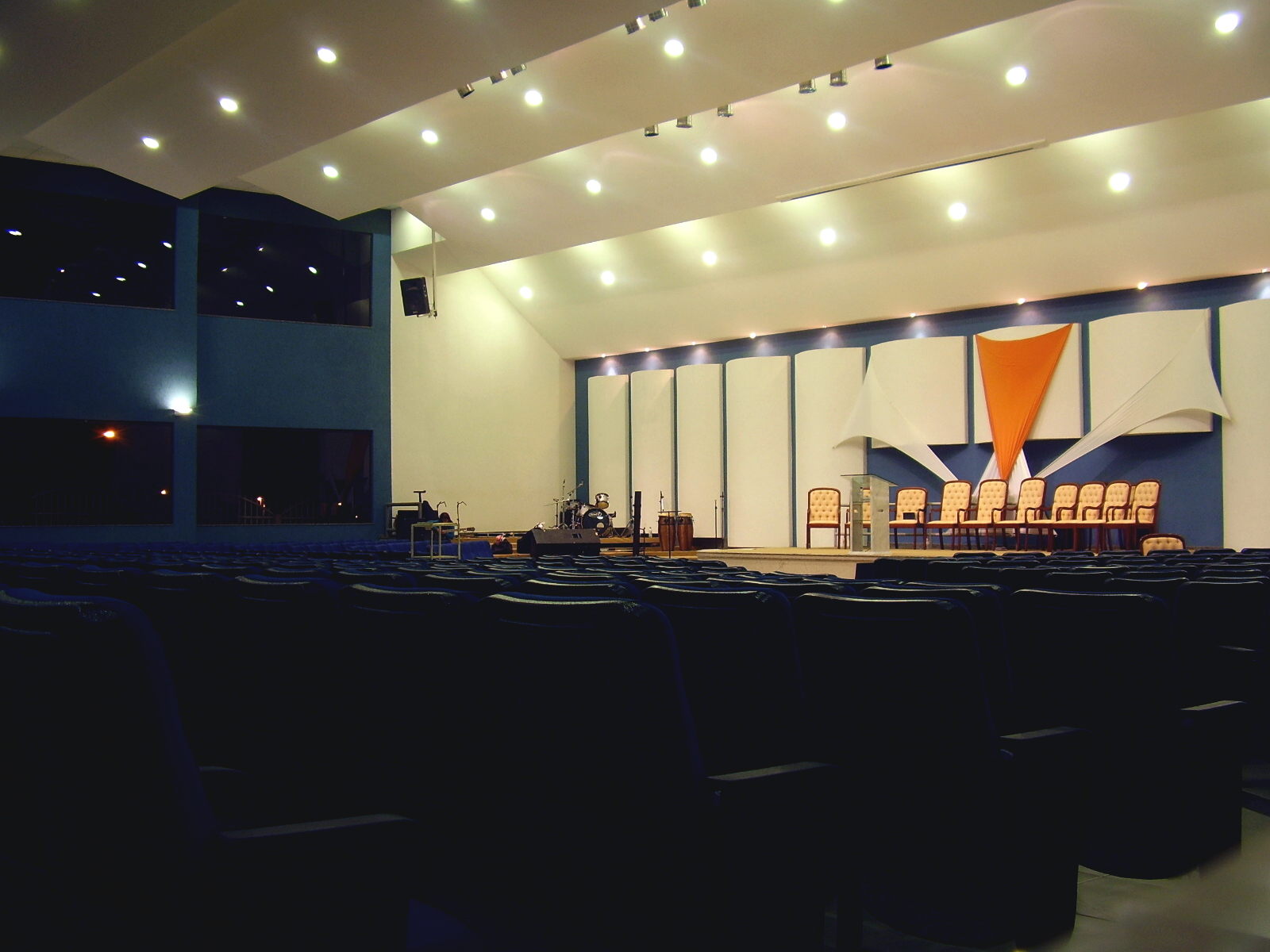
Assembleia de Deus do Gama Oeste (Brasília), um exemplo de uma AD 'renovada'.

Inicialmente caracterizada por um rigorismo de conduta, fruto do que o sociólogo Paul Freston chama de "ethos sueco-nordestino", mesclando o pietismo nórdico com o patriarcalismo nordestino, hoje muitas igrejas Assembleias de Deus vêm experimentando, recentemente, grandes mudanças comportamentais concernente a usos e costumes.
Atualmente, a Assembleia de Deus passa por uma relativação dos usos e costumes, em quanto muitos pastores e ministérios e regiões do país se renovam, outros preferem manter as tradições assembleianas do passado. Contudo, a CGADB ratificou seu estatuto em 2011, e na seção de usos e costumes removeu diversos itens, dando mais liberdade às mulheres. Já a Convenção Nacional nem sequer cita em sua resolução (na atualidade) usos e costumes em seu estatuto, deixando clara a liberdade.[18]